# Віроїд
Віро́їд (від «віруси» та грец. εἶδος — форма, вид) — інфекційні агенти, які являють собою низькомолекулярну, висококомплементарну одноланцюгову молекулу РНК, замкнену в кільце, та на відміну від вірусів не мають білкової оболонки. Більшість віроїдів містить від 250 до 375 нуклеотидів — набагато менше, ніж віруси. Спричинюють хвороби рослин. Послідовності нуклеотидів віроїдів не кодують власних білків.

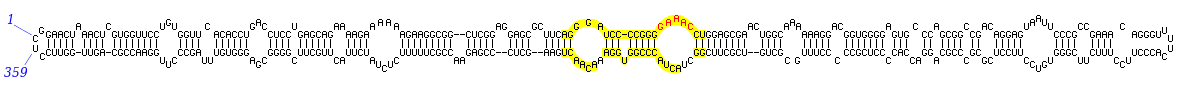
Можлива вторинна структура віроїда PSTVd

Віроїди потрапляють у клітину рослини-хазяїна при вегетативному розмноженні, за допомогою комах або механічним шляхом при пошкодженні тканин. Розмноження (реплікація) проходить за допомогою ферментів РНК-полімераз хазяїна. Водночас реплікація нуклеїнових кислот самої клітини-хазяїна пригнічується. Залишається невідомим, яким чином РНК віроїда, не кодуючи ніяких білків, може пригнічувати біохімічні процеси рослини, та яким чином при реплікації працює РНК-полімераза, якій за звичайних умов як матриця потрібна ДНК.
Походження віроїдів невідоме. Деякі дослідники вважають їх представниками доклітинного «світу РНК», еволюційними реліктами. Але більшість сходяться на думці, що вони походять від вирізаних та замкнених в кільце інтронів або мобільних генетичних елементів — транспозонів, які втратили кодуючі послідовності. Доведено, що нові віроїди можуть утворюватись при рекомбінації.
Віроїди можуть завдавати значних збитків рослинництву. Так за останні 50 років на Філіппінах загинули мільйони кокосових пальм від хвороби каданг-каданг, яку викликає віроїд.

## Значення
Спричиняючи захворювання економічно важливих культурних і декоративних рослин, віроїди здійснюють великий вплив на світове сільське господарство. Донині віроїдні захворювання поширені на всіх континентах, де мають різне значення залежно від рослини-господаря та місцевих фітосанітарних заходів. 2014 року Європейсько-середземноморська організація із захисту рослин додала до списку патогенів рослин, що потребують оголошення карантину, три види віроїдів із родини Pospiviroidae: віроїд каданг-кадангу кокосової пальми, віроїд карликовості хризантеми та віроїд веретеноподібності бульб картоплі. Ще один вид, віроїд карликовості помідорів, потрапив до списку патогенів, що викликають серйозні побоювання.
Станом на сьогодні віроїди використовуються для вивчення еволюційних зв'язків між РНК- та ДНК-геномами. Вони також є ідеальними біологічними молекулами для вивчення зв'язків структури та функцій молекул РНК.
Схожі елементи, виявлені при аналізі мікробіому людини, названі обелісками. Вдалося ідентифікувати понад 30 тисяч обелісків, але тільки один вид-господар — бактерію Streptococcus sanguinis.